# متیو سانتورو

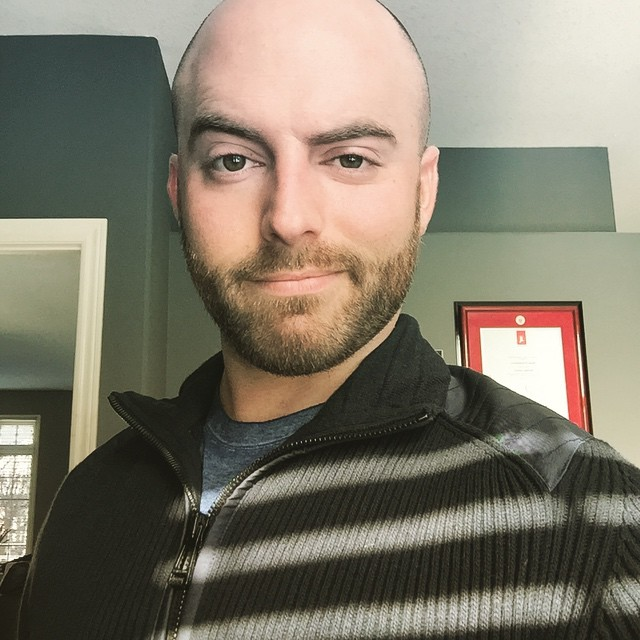
پستی از اینستاگرام متی سنتر، سال ۲۰۱۵

متی سَنتُرُ (متولد ۱۶ ژوئیه ۱۹۸۵) یک بازیگر، یوتیوبر و حسابدارسابق کانادایی تبار است. او شناخته شده‌ترین فرد برای جمع‌آوری لیست‌های ۱۰ تا ۵۰ حقایق شگفت‌انگیز دنیا است. ویدئوهای وی در کانال اصلی "Matthew Santoro" منتشر می‌شود. نمونه‌هایی از این لیست‌ها عبارتند از: "۱۰ مکان ممنوع دنیا که شما مجاز به بازدید از آنها نیستید"، "۱۰ وسیله طلسم شدهٔ دنیا که واقعاً وجود دارند"، "۱۰ نوع از مخوف‌ترین مواد مخدر جدید که اسشمان را هم نمی‌دانید" و... . او همچنین دارای یک کانال دوم است که عمدتاً برای ویدئوهای روزمره و تجربه‌های روزانه (که انحصاراً یک ویدئوبلاگ است) مورد استفاده قرار می‌گیرد.
در هجدهم فوریه ۲۰۱۶ کانال اصلی ایشان بیش از ۵٫۲ میلیون مشترک و ۶۲۳ میلیون بازدید ویدئو (در حالی که کانال دومش در حدود ۸۴۱٫۷ هزار مشترک و ۳۴ میلیون بازدید) داشته است. در چهارم ژانویه ۲۰۱۶، سانتورو شروع به آپلود کردن ویدئوهایی در کانال سومی، تحت عنوان سانتورو بازی نمود. این کانال تابحال بیش از ۱۸۰٬۰۰۰ مشترک و تقریباً ۱٬۲۰۰٬۰۰۰ بازدید داشته است.

## زندگی شخصی
سانتورو متولد و بزرگ شده در ولند، انتاریو است و بعد از نقل مکان به سنت کاترینز، انتاریو، در مارس ۲۰۱۵ او به تورنتوی کانادا نقل مکان نمود. او یکی از طرفداران دریک و فرهنگ هیپ هاپ است.